# Ageratina
Ageratina é um género botânico pertencente à família Asteraceae.